# Project Power: A por ereje
A Project Power: A por ereje (eredeti cím: Project Power) 2020-as amerikai sci-fi akció–thriller film, amelyet Mattson Tomlin forgatókönyvéből Henry Joost és Ariel Schulman rendezett. A főbb szerepekben Jamie Foxx, Joseph Gordon-Levitt, Dominique Fishback, Rodrigo Santoro és Colson Baker látható.
Az Amerikai Egyesült Államokban és Magyarországon is 2020. augusztus 14-én jelent meg a Netflixen.

## Cselekmény
New Orleans városában egy titokzatos kereskedő ingyenes „Powert” kínálgat – ez egy olyan kapszula, amely kiszámíthatatlan szupererőt ad öt percig – drogkereskedők egy csoportjának, köztük Newtnak is.
Hat héttel később Newt szintén kereskedő tinédzser húgát, Robint majdnem elrabolják az ügyfelek. Frank Shaver rendőr megmenti, aki maga is szokott vásárolni Powert. Art el akarja kapni Biggie-t, a Power megalkotóját; ahhoz hogy a nyomára bukkanjon, először Newtot kezdi el követni. Időközben Newt meghal túladagolásban. Frank egy banki rabláshoz megy ki, de mint kiderült, ő is használja a szert, ezért a százados felfüggeszti. A rendőrség azt hiszi, hogy a drog forrása Art.
Art Newt telefonja segítségével megtalálja és elrabolja Robint, majd arra kényszeríti, hogy vigye el a drogkartell házába. Az idő elteltével a két fél összebarátkozik, és együttes erővel járnak az ügy végére.

## Szereplők
| Szereplő         | Színész               | Magyar hang            |
| ---------------- | --------------------- | ---------------------- |
| Art Reilly       | Jamie Foxx            | Kálid Artúr            |
| Frank Shaver     | Joseph Gordon-Levitt  | Szatory Dávid          |
| Robin Reilly     | Dominique Fishback    | Deák Fruzsina          |
| Newt             | Colson Baker          | Moser Károly           |
| Alex             | Mohammad Tiregar      |                        |
| Biggie           | Rodrigo Santoro       | Welker Gábor           |
| Gardner          | Amy Landecker         | Szávai Viktória        |
| Landry           | Allen Maldonado       | Juhász Zoltán          |
| Thomas           | Dean-Charles Chapman  | Kenéz Ágoston          |
| Tracy Reilly     | Kyanna Simone Simpson | Hermann Lilla          |
| Irene            | Andrene Ward-Hammond  | Andresz Kati           |
| Crane százados   | Courtney B. Vance     | Jakab Csaba            |
| Moto             | Casey Neistat         | Szatmári Attila        |
| Kidobó a liftnél | Sam Malone            | Szatmári Attila        |
| Mr. Luker        | Jim Klock             | Takátsy Péter          |
| Wallace          | Tait Fletcher         | Schneider Zoltán       |
| Páncélautó őr    | Chip Carriere         | Dézsy Szabó Gábor      |
| Mátriárka        | Rose Bianco           | Hirling Judit          |
| Taylor           | Mike Seal             | Horváth-Töreki Gergely |
| Kapuőr           | Jon Eyez              | Petridisz Hrisztosz    |

## A film készítése
2017 októberben jelentette be a Netflix, hogy megszerezték Mattson Tomlin Power szkriptjét. Ariel Schulman és Henry Joost rendezik a filmet, producerei Eric Newman és Bryan Unkeless lesznek. 2018 szeptemberében Jamie Foxx, Joseph Gordon-Levitt és Dominique Fishback csatlakozott az akkor még cím nélküli filmhez. 2018 októberében Rodrigo Santoro, Amy Landecker, Allen Maldonado, Kyanna Simone Simpson, Andrene Ward-Hammond, Machine Gun Kelly és Casey Neistat csatlakoztak a film szereplőihez. 2018 novemberében Jim Klock is csatlakozott. 2018 decemberében Courtney B. Vance csatlakozott. 2020 júliusában bejelentették, hogy a film hivatalos neve Projekt Power lesz.
A forgatás New Orleansban 2018. október 8-án kezdődött és 2018. december 22-én fejeződött be. 2018. október 31-én Joseph Gordon-Levitt megsérült a forgatás során, miközben kerékpározott.